# Шенаван (Арагацотн)
Шенаван (вірм. Շենավան) — село у марзі Арагацотн, на північному заході Вірменії. Село розташоване за 16 км на південь від міста Апарана, за 23 км на північ від міста Аштарака, за 2 км на захід від села Артаван, за 2 км на схід від села Арагац та за 2 км на північний схід від села Варденут.